# Carl S. Petersen
Carl Sophus Petersen, född 29 april 1873, död 7 oktober 1958, var en dansk biblioteksman.
Petersen var från 1924 chef för Det Kongelige Bibliotek. Peterson bidrog på många sätt till utvecklingen av det moderna biblioteksväsendet i Danmark, bland annat 1921-23 genom ordnandest av biblioteksförhållandena i Sønderjylland efter återföreningen med Danmark. Petersens främsta arbeten inom litteraturhistorien är hans Den danske Litteratur fra Folkevandringstiden intil Holberg (under medverkan av Richard Jakob Paulli och Vilhelm Andersen) (1916-29).

## Utmärkelser
- Riddare av Dannebrogorden,  1923[2]
- Dannebrogsmännens hederstecken,  1929[2]
- Kommendör av Dannebrogorden,  1936[2]
- Kommendör av första graden av Dannebrogorden,  1943[2]

[Redigera Wikidata]